# Zbigniew Konopacki

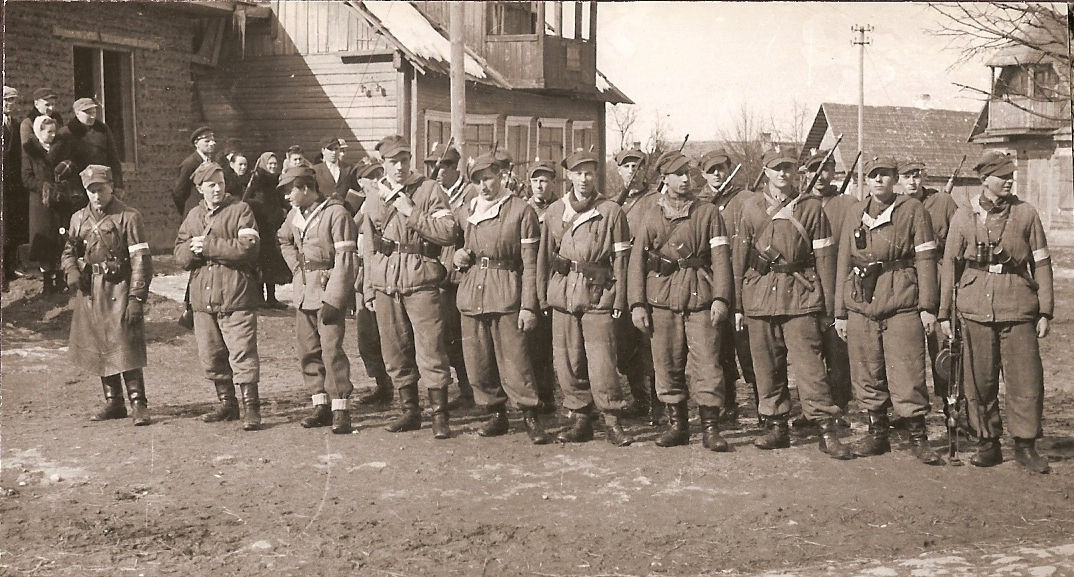
Pluton „Bosego”; „Hultaj” - piąty z lewej

Zbigniew Konopacki ps. „Hultaj” (ur. 18 kwietnia 1925 w Wilnie, zm. 15 września 2002 w Warszawie) – żołnierz Armii Krajowej. Kawaler Orderu Virtuti Militari.
Syn uczestnika wojny polsko-bolszewickiej Bolesława i Zofii z Dubrów.

## Okres okupacji
Po ukończeniu szkoły powszechnej uczył się w Gimnazjum Elektrycznym przy ul. Kopanicy. W czerwcu 1942 roku został skierowany do wyrębu lasów k. Czerwonej Rzeszy, a następnie Landwarowa. W sierpniu złożył przysięgę Armii Krajowej w dzielnicy „D” Garnizonu Dwór AK. Do jego obowiązków należało kolportowanie podziemnej prasy i transport broni.
5 stycznia został skierowany do 1 kompanii 3 Brygady „Szczerbca”. Jako celowniczy rkm uczestniczył w licznych akcjach zbrojnych. W składzie brygady walczył  w operacji Ostra Brama. Po 17 lipca 1944 roku uniknął rozbrojenia i przedostał się do Wilna. W sierpniu został powołany na dowódcę plutonu odtwarzającej się 3 Brygady.

## Okres powojenny
22 października został aresztowany i skazany na 10 lat pozbawienia wolności i 5 lat zsyłki. Pracował przy wydobywaniu ropy w Uchcie, w kopalni węgla w Incie oraz w energetyce w Workujcie. W grudniu 1955 roku powrócił do kraju i rozpoczął pracę we Wrocławiu. W 1968 roku ukończył Politechnikę Wrocławską. W 1969 roku rozpoczął pracę w Instytucie Energetyki w Warszawie. W 1984 roku przeszedł na rentę.

## Życie prywatne
15 września 1958 r. poślubił Jadwigę zd. Wróblewską. 6 stycznia 1965 r. na świat przyszła ich córka – Grażyna Joanna.
Grób Zbigniewa i Jadwigi Konopackich znajduje się na Cmentarzu Wojskowym w Warszawie.

## Odznaczenia
Pierwotny wykaz orderów i odznaczeń podano za: Danuta Szyksznian  Jak dopalał się ogień biwaku. s. 393
- Srebrny Krzyż Orderu Virtuti Militari
- Krzyż Walecznych
- Krzyż Armii Krajowej
- Krzyż Partyzancki